# 巴亞莫
巴亞莫（西班牙語：Bayamo）是加勒比海國家古巴的城市，也是格拉瑪省的首府，同时也是古巴东部地区几大主要城市之一。该城建於1513年11月15日，海拔高度55米，城內有大學和殖民時期的遺跡。

## 概况
巴亚莫市位于巴亚莫河附近的平原上，气候受到巴亚莫风的强烈影响。
格拉玛省最重要的教育机构格拉玛大学也坐落于该市。

## 历史
巴亚莫是西班牙征服者迭戈·委拉斯开兹·德·库埃里亚尔在古巴建立的七个城市中的第二个。它设立于1513年11月5日，名为圣萨尔瓦多-德巴亚莫（San Salvador de Bayamo）。
1540年，古巴前30年殖民统治时期西部的巴斯克地主弗朗西斯·伊斯纳加被选为巴亚莫市长。后来伊斯纳加创立了强大的家族并全家定居特立尼达，他的后代曾为古巴独立事业作出奋斗。
在16世纪大部分时期内，巴亚莫是古巴岛上几个最重要的农业和商业移民点之一。其相对内陆的位置使得城市不易受到加勒比海盗的侵扰，因此圣地亚哥遭遇的不幸成为巴亚莫的万幸。考托河下游至入海口的城镇曼萨尼约一带，巴亚莫的违禁品交易猖獗，这使得它在17世纪初成为了古巴的一个主导的城市。
1616年，一场巨大的洪水将树木和毁坏的船只冲入考托河，并使河流阻塞，无法入海；然而17和18世纪的巴亚莫一直经由曼萨尼约和库拉索、牙买加以及其他岛屿进行着秘密的贸易活动。后来，巴亚莫周围都是优良的种植园。
1827年，巴亚莫升格为市。在1868年到1878年的十年战争中该市为叛军的一个据点。城市附近发生了一场非常惨烈的冲突，使得该城几乎毁于反叛分子的战火。

## 人口
2004年巴亚莫人口有222,118，城市目前的面积有918平方公里。城市的人口密度是242.0/km2（627/sq mi）。

## 交通
在绿色出行方面，巴亚莫是不为人知的世界典范。根据联合国人居署的研究数据，市内仅有大约15%的人依赖机动车，而将近39%的人使用大约500驾有牌照并基本沿固定路线行走的马车。其他非步行方式的交通有自行车和自行车出租车。